# Buhta Otkrytij
Die Buhta Otkrytij (Transliteration von russisch Бухта Открытий Buchta Otkryti, deutsch ‚Bucht der Entdeckungen‘) ist eine Bucht im Schelfeisgürtel an der Prinzessin-Astrid-Küste des ostantarktischen Königin-Maud-Lands. Sie liegt östlich der Pryamougol’naya Bay.
Russische Wissenschaftler benannten sie.